# Haikoudajie (köpinghuvudort i Kina, Yunnan Sheng, lat 24,53, long 102,95)
Haikoudajie (kinesiska: 海口大街) är en köpinghuvudort i Kina. Den ligger i provinsen Yunnan, i den sydvästra delen av landet, omkring 66 kilometer sydost om provinshuvudstaden Kunming. Antalet invånare är 11 192. Befolkningen består av 5 357 kvinnor och 5 835 män. Barn under 15 år utgör 21,0 %, vuxna 15-64 år 69 %, och äldre över 65 år 8,0 %.
Runt Haikoudajie är det ganska tätbefolkat, med 199 invånare per kvadratkilometer. Närmaste större samhälle är Jiangcheng, 18,3 km sydväst om Haikoudajie. Trakten runt Haikoudajie består till största delen av jordbruksmark.
Genomsnittlig årsnederbörd är 1 044 millimeter. Den regnigaste månaden är juni, med i genomsnitt 211 mm nederbörd, och den torraste är februari, med 12 mm nederbörd.